# Axel Bergström (musiker)

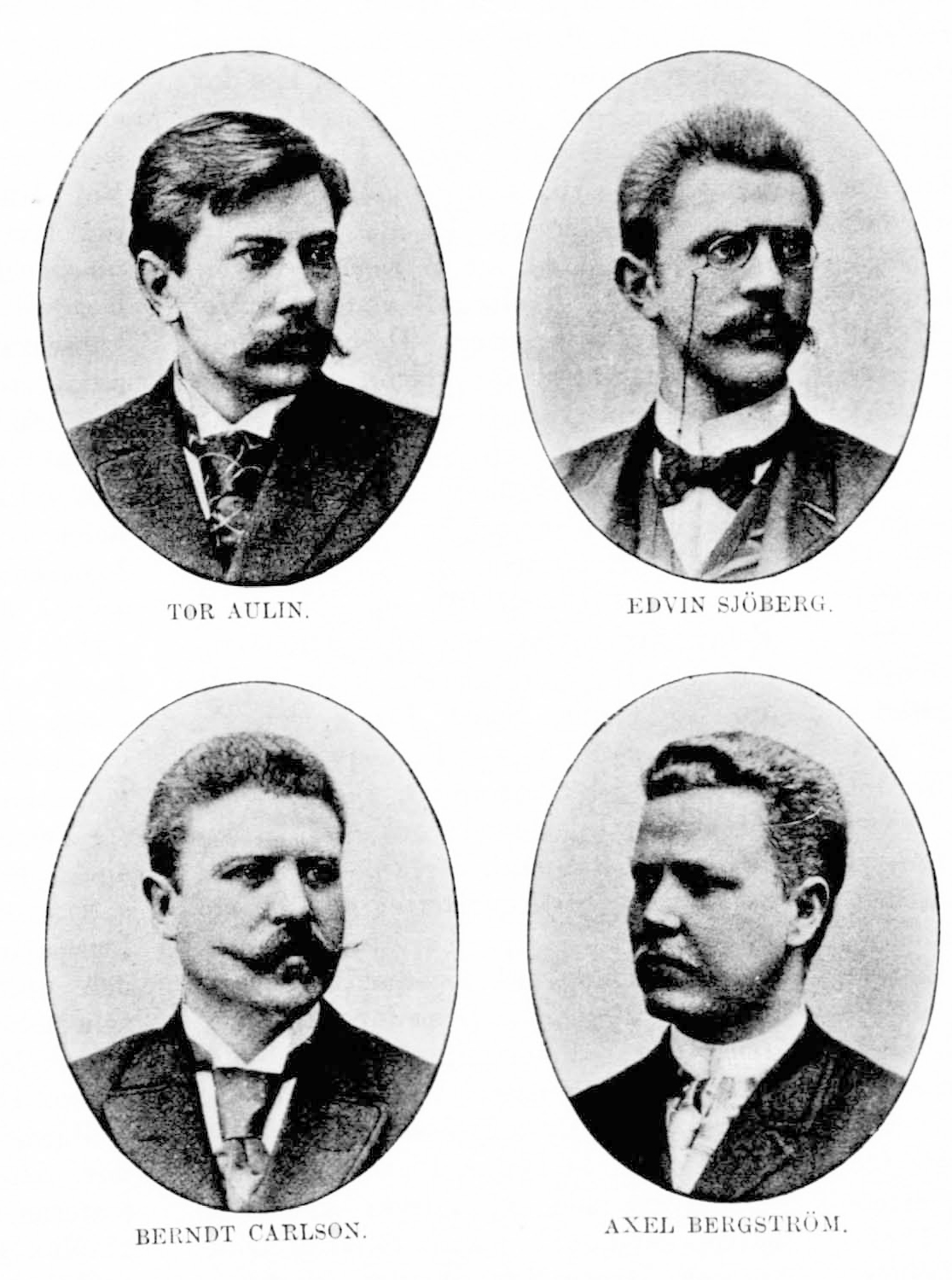
Aulin-kvartetten med Bergström längst ned till höger. Fotomontage i Svensk musiktidning 1892.

Carl Axel Bergström, född 3 februari 1864 i Garpenbergs församling, Kopparbergs län, död 31 oktober 1907 i Stockholm, var en svensk violinist och kompositör.

## Biografi
Bergström anställdes 1879 som militärmusiker vid Dalregementet, där han 1880 blev såsom förste tenorbasunist. År 1880 kom han till Stockholm, där han studerade violinspel för Johan Lindberg och vann om hösten samma år inträde i musikkonservatoriet, där Fridolf Book var hans lärare. Då Bergström 1886 avgick därifrån erhöll han akademiens jetong. År 1882 anställdes han som tredje altviolinist i Kungliga Hovkapellet och blev senare förste violinist där. Han var dessutom altviolinist i Aulin-kvartetten 1887–1903. Han avlade militärmusikdirektörsexamen 1885, antogs 1888 som musikanförare vid Upplands regemente, var 1890–1902 musikdirektör där och från 1899 fram till sin död vid Göta livgarde.
Bergström tilldelades Litteris et Artibus 1898 och invaldes som medlem nr 509 av Kungliga Musikaliska Akademien 1903.

## Marscher
- Upplands regementes marsch, tidigare kallad Utgångsmarsch (även kallad "Kungliga Signalregementets marsch")